# 波せき地蔵堂
座標: 北緯35度35分09.601秒 東経135度11分54.535秒 / 北緯35.58600028度 東経135.19848194度

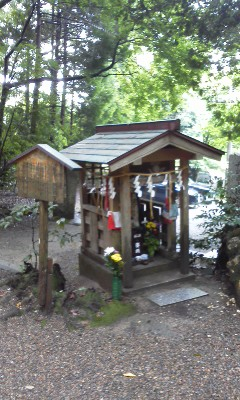
波せき地蔵堂

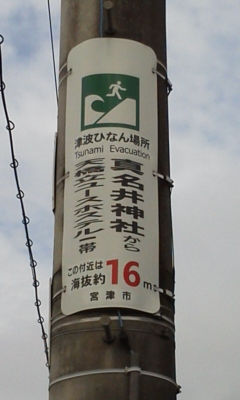
京都府宮津市中野の集落にある、津波避難所の案内看板

波せき地蔵堂（なみせきじぞうどう）とは京都府宮津市大垣にある地蔵堂。標高約40メートルに位置する災害記念碑。
籠神社の奥宮である真名井神社の参道の途中にある。大宝元年3月26日（ユリウス暦701年5月8日、グレゴリオ暦5月12日）に発生したとされる大宝地震の際、津波がここで切り返したとの伝承が残る。この伝承を踏まえ、宮津市によって中野の集落に津波避難所の案内看板が設置されている。